# Salix microphyta
Salix microphyta är en videväxtart som beskrevs av Adrien René Franchet. Salix microphyta ingår i släktet viden, och familjen videväxter. Utöver nominatformen finns också underarten S. m. rivulicola.